# Покровка (Павловский район)
Покровка — село в Павловском районе Воронежской области России.
Административный центр Покровского сельского поселения.
| 1859 | 1897  | 2009 | 2010 |
| ---- | ----- | ---- | ---- |
| 976  | ↗1141 | ↘949 | ↘928 |

## География
Расположено в 30 км от центра района города Павловска на левом берегу реки Дон, недалеко от впадения в него реки Битюг.

### Улицы
В селе 6 улиц: Луговая, Полевая, Молодёжная, Садовая, Песчаная и Советская.